# Miroslav Linhart (fotbalista)
Miroslav Linhart (8. prosince 1926 – 4. července 2012) byl český fotbalista, obránce a fotbalový trenér. Jeho syn Miroslav Linhart i synovec Josef Linhart jsou bývalými fotbalisty.

## Fotbalová kariéra
V lize hrál za Železničáře Praha, Baník Kladno, Dynamo Praha a SONP Kladno. V lize nastoupil v 171 utkáních a dal 1 gól. Za reprezentační B-tým nastoupil v roce 1956 ve 3 utkáních.

## Ligová bilance
| Ročník                                    | Zápasy | Góly | Klub                  |
| ----------------------------------------- | ------ | ---- | --------------------- |
| Mistrovství československé republiky 1951 | 15     | 1    | Železničáři ATK Praha |
| Mistrovství československé republiky 1952 | -      | 0    | SONP Kladno           |
| Přebor československé republiky 1953      | -      | 0    | Baník Kladno          |
| Přebor československé republiky 1954      | -      | 0    | Baník Kladno          |
| Přebor československé republiky 1955      | -      | 0    | Baník Kladno          |
| 1. československá fotbalová liga 1956     | -      | 0    | Baník Kladno          |
| 1. československá fotbalová liga 1957/58  | -      | 0    | Dynamo Praha          |
| 1. československá fotbalová liga 1958/59  | -      | 0    | Dynamo Praha          |
| 1. československá fotbalová liga 1961/62  | 12     | 0    | SONP Kladno           |
| CELKEM                                    | 171    | 1    |                       |

## Trenérská kariéra
V roce 1972 trénoval v lize Slavii Praha. V sezóně 1988/89 trénoval ve druhé nejvyšší soutěži Brandýs nad Labem.